# Candidula gigaxii
Candidula gigaxii е вид охлюв от семейство Hygromiidae. Видът не е застрашен от изчезване.

## Разпространение
Разпространен е в Белгия, Великобритания, Германия, Ирландия, Испания, Италия, Нидерландия, Португалия и Франция.